# Кобден, Ричард
Ричард Кобден (англ. Richard Cobden, 3 июня 1804, Данфорд-Фарм, близ Мидхерста, Суссекс — 2 апреля 1865, Лондон) — английский политический деятель, лидер фритредеров.
Фабрикант, член палаты общин в 1841—1857 и 1859—1865. Был одним из руководителей основанной в 1838 Лиги против хлебных законов. Добивался отмены привилегий земельной аристократии, пропагандировал систему неограниченной конкуренции, свободу торговли. Выступал против фабричного законодательства и профсоюзов как «недопустимой монополии». С позиций пацифизма ратовал за сокращение вооружений, международный арбитраж, резко критиковал внешнюю политику Пальмерстона. В 1848—1853 принимал участие в организации серии всеобщих конгрессов мира в Брюсселе, Париже, Франкфурте, Лондоне, Манчестере, Эдинбурге.

## Биография
Ричард Кобден родился 3 июня 1804 года четвёртым из одиннадцати детей в семье бедного фермера. После недолгого обучения в школе с 14 лет начал работать на торговом складе у своего дяди в Лондоне, проявляя большой интерес к самообучению, не поощрявшийся дядей. После банкротства торгового дома родственника перешёл в другой лондонский торговый дом. В 1828 г. Кобден с несколькими компаньонами, располагая минимальным капиталом, открыли собственное дело — комиссионную торговлю ситцами. Через три года они создали ситценабивную фабрику. Спустя восемь лет 1000 ф. ст. первоначальных инвестиций превратилась в 80 000, и теперь Кобден мог позволить себе путешествовать по миру, о чём всегда мечтал. В 1833—1837 гг. он посетил Францию, Италию, Португалию, Испанию, Швейцарию, Америку, Египет, Грецию и Россию. В 1835 г. вышла его книга «Англия, Ирландия и Америка», в которой он предупреждал, что в скором будущем Британии станет трудно соперничать с растущей экономической мощью Северо-Американских Соединённых Штатов. Он также резко критиковал британское правление в Ирландии, отстаивая политику свободной торговли, низких налогов, снижения военных расходов и улучшения британской системы образования.
В октябре 1837 г. в Лондоне была основана Ассоциация против хлебных законов, а в следующем году Кобден вместе с Арчибальдом Прентисом открыли её филиал в Манчестере. Деятельность ассоциации не имела особого успеха, и в марте 1839 г. при активном участии Кобдена была основана национальная Лига против хлебных законов со штаб-квартирой в Манчестере.
В 1841 году Кобден избирается членом парламента от Стокпорта. Экономическая депрессия 1840—1842 гг. привела к резкому росту популярности лиги, так что Кобден и Брайт двое её наиболее ярких ораторов — выступали на митингах при огромном стечении народа. К 1845 г. лига являлась наиболее организованной политической группой в Англии, располагающей самым большим бюджетом. В конце концов картофельный голод в Ирландии заставил консервативное правительство во главе с Робертом Пилем поддержать отмену хлебных законов.
После отставки Пиля новый премьер-министр лорд Рассел предложил Кобдену пост в правительстве, но тот отказался. Выступления против участия Англии в Крымской войне стоили ему места в парламенте, куда он не был переизбран на общих выборах 1857 г. Однако спустя два года он стал депутатом от Рочдейла.
Кобден верил, что международная торговля — лучшая профилактика против войн, и по поручению британского министра финансов Уильяма Гладстона полтора года вел переговоры во Франции, добившись вместе с Мишелем Шевалье заключения в 1860 г. торгового договора между двумя странами.

## Сочинения
Основные речи и выступления опубликованы в книге:
- Бастиа Фредерик Кобден и Лига. Движение за свободу торговли в Англии / Пер. с франц. Ю. А. Школенко. — Челябинск: Социум, 2003. — 732 с. — ISBN 5-901901-10-X.

Первая парламентская речь Кобдена (25 августа 1841 года), Кобден перед своими избирателями (26 июня 1861 года) и речь Кобдена о государственных заводах и мастерских (22 июля 1864 года) опубликованы в книге из серии «Библиотека ГВЛ»:
- Ричард Кобден / Серия: Библиотека ГВЛ: Биографии. — Челябинск: Социум, 2006. — С. ??-??. — ISBN 5-901901-52-5.